# Розацца
Розацца (італ. Rosazza, п'єм. Arsassa) — муніципалітет в Італії, у регіоні П'ємонт,  провінція Б'єлла.
Розацца розташована на відстані близько 560 км на північний захід від Рима, 75 км на північ від Турина, 14 км на північний захід від Б'єлли.

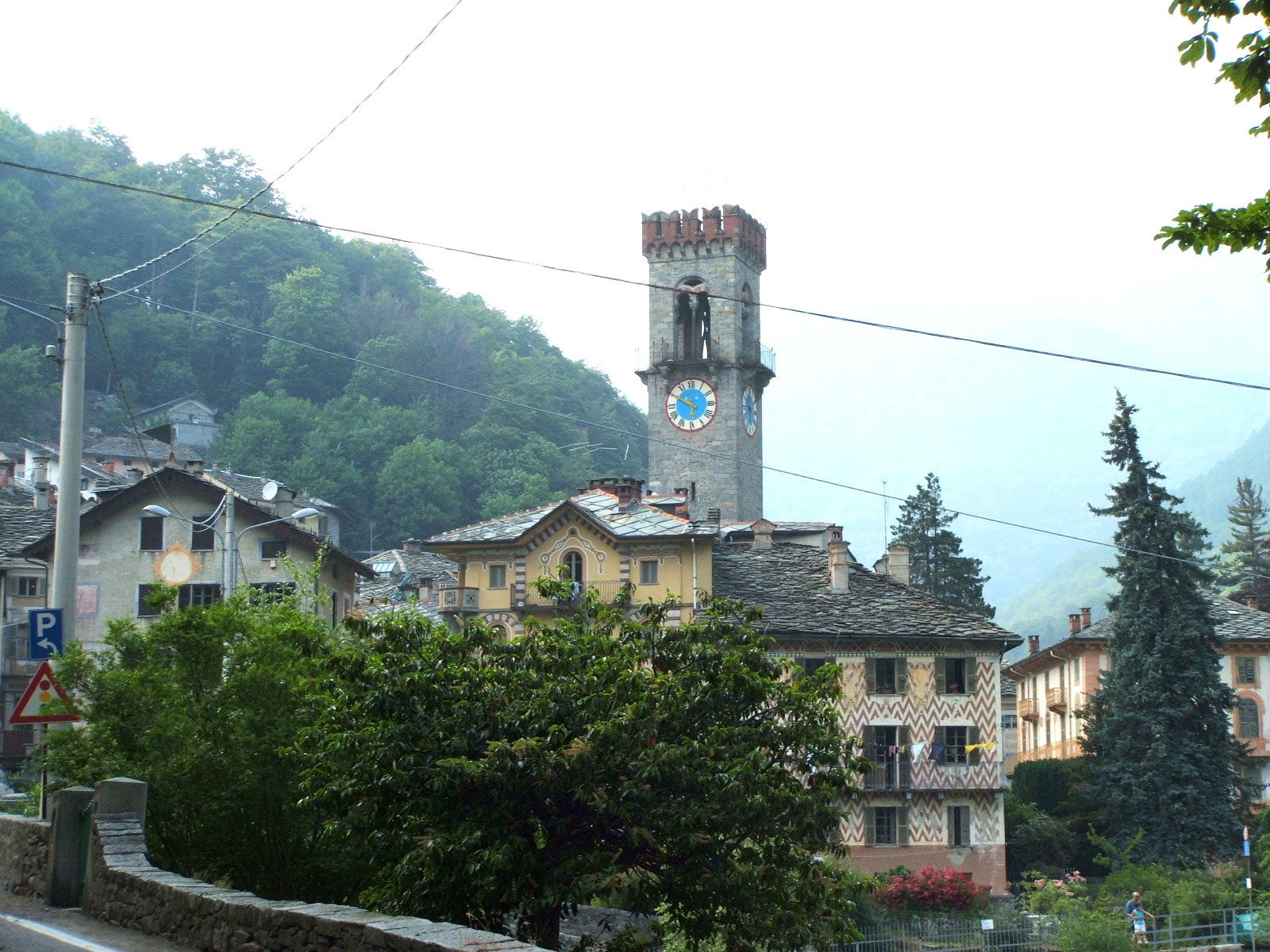

Населення — 93 особи (2014).

## Демографія
Населення за роками:

Станом на 1 січня 2023 року в муніципалітеті офіційно проживали 3 іноземці з 3 країн, серед них 3 громадяни країн Євросоюзу.

## Сусідні муніципалітети
- Андорно-Мікка
- Кампілья-Черво
- П'єдікавалло
- Сальяно-Мікка